# قلعة صلاح الدين الأيوبي (القاهرة)
قلعة صلاح الدين الأيوبي أو قلعة الجبل هي قلعة تقع على جبل المقطم. وكان الهدف من بناءها هو حماية المدينة والدفاع عنها ضد هجمات العدو. 

## نبذة تاريخية
شرع صلاح الدين الأيوبي في تشييد قلعة فوق جبل المقطم في موضع كان يعرف بقبة الهواء. ولكنه لم يتمها في حياته. وإنما أتمها السلطان الكامل بن العادل. فكان أول من سكنها هو الملك الكامل واتخذها داراً للملك. واستمرت كذلك حتى عهد الخديوي إسماعيل.
و في الضلع الغربي للقلعة، يوجد الباب المدرج وفوقه كتابة تشير إلي بناء هذه القلعة، ونصه ” بسم الله الرحمن الرحيم، أمر بإنشاء هذه القلعة الباهرة، المجاورة لمحروسة القاهرة التي جمعت نفعاً وتحسيناً وسعة على من التجأ إلى ظل ملكه وتحصيناً، مولانا الملك الناصر صلاح الدنيا والدين، أبو المظفر يوسف بن أيوب محيي دولة أمير المؤمنين في نظر أخيه وولي عهده، الملك العادل سيف الدين أبي بكر محمد خليل أمير المؤمنين، علي يد أمير مملكته، ومعين دولته، قراقوش ابن عبد الله الملكي الناصري في سنة تسع وسبعين وخمسمائة “.
و حفر صلاح الدين في القلعة بئراً يستقي منها الجيش وسكان القلعة إذا مُنع الماء عنها عند حصارها. وهي أعجب ما تم من أعمال لأن البئر محفور في الصخر بعمق 90 متر من مستوي أرض القلعة، وهذا يتطلب جهد كبير في ذلك الوقت.
تعتبر قلعة صلاح الدين الأيوبي بالقاهرة من أفخم القلاع الحربية التي شيدت في العصور الوسطى فموقعها استراتيجي من الدرجة الأولى بما يوفره هذا الموقع من أهمية دفاعية لأنه يسيطر على مدينتي القاهرة والفسطاط، كما أنه يشكل حاجزاً طبيعياً مرتفعاً بين المدينتين كما أنه بهذا الموقع يمكن توفير الاتصال بين القلعة والمدينة في حالة الحصار كما أنها سوف تصبح المعقل الأخير للاعتصام بها في حالة إذا ما سقطت المدينة بيد العدو.
مر بهذه القلعة الكثير والعديد من الأحداث التاريخية حيث شهدت أسوارها أحداثاً تاريخية مختلفة خلال العصور الأيوبية والمملوكية وزمن الحملة الفرنسية على مصر سنة 1798م، وحتى تولى محمد علي باشا حكم مصر حيث أعاد لها ازدهارها وعظمتها. كان السلطان الناصر صلاح الدين يوسف بن أيوب أول من فكر ببناء القلعة على ربوة الصوة في عام 572 هـ/1176م حيث قام وزيره بهاء الدين قراقوش الأسدي بهدم المساجد والقبور التي كانت موجودة على الصوة لكي يقوم ببناء القلعة عليها حيث قام العمال بنحت الصخر وإيجاد خندقاً اصطناعياً فصل جبل المقطم عن الصوة زيادة في مناعتها وقوتها. 

## الأبواب
أبواب القلعة.
- باب المقطم

عرف هذا الباب باسم باب المقطم لمجاورته لبرج المقطم الذي يرجع تاريخه إلى العصر العثماني كما عرف هذا الباب باسم باب الجبل لإشرافه على باب جبل المقطم أما حالياً فإنه يعرف باسم بوابة صلاح سالم.
وقد سد هذا الباب في فترة من الفترات وكان عبارة عن فتحة مستطيلة عملت في حائط سميك جدا في اتجاه الجنوب من برج المقطم وقد أضيف لهذا الباب سنة 1200هـ/1785م سور ذو شرافات ترجع إلى عصر محمد يكن باشا الذي بنى في هذا المكان الذي كان خالياً في ذلك الوقت قصراً مع ما يتبعه من مرافق وكان يوجد على هذا الباب لوحة تذكارية تحمل نصاً تأسيسياً باللغة التركية باسم يكن باشا وتاريخ بناء الباب والقصر سنة 1200هـ/1785م ضاعت حالياً.

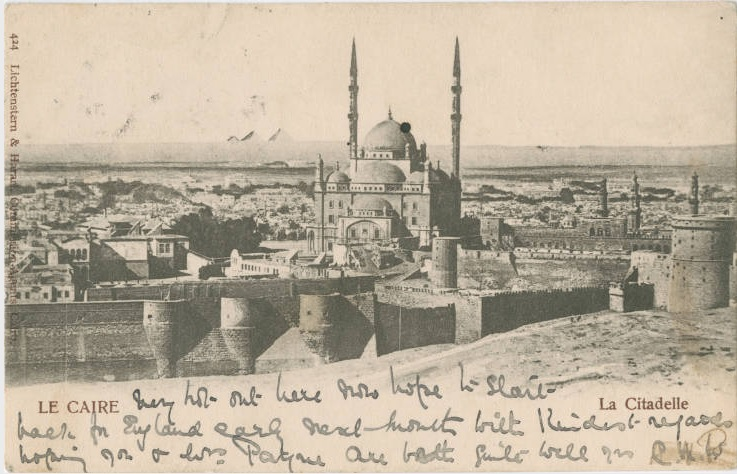

وعندما تولى محمد علي باشا الحكم وقام بعمل تجديدات بالقلعة قام بتمهيد طريقاً من باب الجبل إلى قلعته بالمقطم وإضافة الزلاقة الصاعدة إلى أعلى جبل المقطم وكان طول هذا الطريق حوالي 650 متراً أما حالياً فقد تم شق هذا الطريق وقطعه بطريق صلاح سالم وطريق سكة حديد مصر حلوان وطريق الأتوستراد.
ولقد ضاعت معالم هذا الباب كما تم هدم جزء كبير من السور والشرافات التي كانت تعلوه كما تم هدم جزء كبير من السلالم التي كانت توصل إلى أعلى السور الشمالي وبرج المقطم عند شق طريق صلاح سالم سنة 1955م وفتح الباب الحالي الذي يدخل منه للقلعة من جهة صلاح سالم والمجاور للباب الذي قام ببنائه محمد يكن باشا، هذا وقد قام المجلس الأعلى للآثار بإعادة فتح هذا الباب ليتناسب مع مكانته التاريخية والحضارية.
- الباب الجديد

بدأ محمد علي باشا في بناء الباب الجديد سنة 1242هـ/1827م ليستخدم بدلا من الباب المدرج والذي كان الباب العمومي للقلعة الذي أنشأه الناصر صلاح الدين الأيوبي سنة 579هـ/1183م فلقد رأى محمد علي باشا أن كلا من الباب المدرج وباب الانكشارية لا يصلحان لمرور العربات والمدافع ذات العجل فبنى بدلا منها الباب الجديد ومهد له طريقا منحدرة لتسهيل الصعود إلى القلعة والنزول منها وهذا الطريق يعرف اليوم باسم شارع الباب الجديد أو سكة المحجر.
وللباب الجديد واجهتين رئيسيتين الأولى وهي الشمالية وتطل على شارع الباب الجديد وسكة المحجر ويقع في الناحية الغربية منها دار المحفوظات القديمة دفتر خانة القلعة وباب الانكشارية وطول هذه الواجهة 15.50متر وارتفاعها متغير حيث يتراوح ما بين 16 متر إلى 20 متر وتحتوي هذه الواجهة على عدة تفاصيل معمارية مميزة ويتوسطها كتلة المدخل التي يعلوها لوحة تذكارية كتب بداخلها بالخط الرقعة البارز على أرضية من فروع نباتية «يا مفتح الأبواب» وأسفل هذه الكتابة إطار زخرفي كتب بداخله «راقمه عبد الغفار» ويقع في كوشتى كتلة المدخل جامة دائرية قطرها 123سنتيمترا زخرف داخلها برموز الجيش المصري ووحداته وأسلحته المختلفة في عهد محمد علي باشا.
- الباب الوسطاني

اختلف في تسمية هذا الباب بالوسطاني ففي حين ذكر كازانوفا في كتابه الذي ألفه 1894م عن قلعة القاهرة أو قلعة الجبل أنه سمي بالوسطاني نظراً لأنه يتوسط الديوانين الكبيرين بالحوش السلطاني وهما ديوان قايتباي وديوان الغورى، ذكر بعض الباحثين أنه عرف بالوسطاني لأنه كان يفصل ما بين دهليز القلعة العمومي البحري - الباب الجديد - وبين الحوش الذي يقع فيه جامع الناصر محمد بن قلاوون وجامع محمد على باشا وقد عرف هذا البرج باسم برج الطبالين نظرا لوقوعه بجوار دار العدل التي أنشأها الظاهر بيبرس والتي أهمل أمرها في عهد المنصور قلاوون إلى أن جدد عمارتها ابنه الناصر محمد بن قلاوون لا لتكون دارا للعدل وإنما لتكون لقارعي الطبول وسميت طبلخانة ولذا سمي هذا البرج باسم برج الطبالين لوجوده على مقربة من الطبلخانه.
ولقد قام محمد علي باشا بتجديد هذا الباب والسور الذي يحيط به وإن كان غير معروف تاريخ تجديد الباب الوسطاني نظراً لعدم وجود نص تأسيسي أو لوحة تذكارية به إلا أنه من المرجح أنه قد قام بتجديده سنة 1242هـ/1826م عند تجديده لباب القلعة المجاور للباب الوسطاني في الناحية الشرقية.
- باب القلعة

كان يعرف الباب الداخلي للقلعة بباب برج القلعة، وكان هذا الباب يفصل بين قلعة الجبل أو المدينة العسكرية المحصنة في الشمال وبين القلعة والمدينة السلطانية في الجنوب أما حاليا فإنه يعرف باسم بوابة المتحف الحربي.
- باب العزب

## الأبراج
- برج المقطم
- برج الصفة
- برج العلوة
- برج كر كيلان
- برج الطرفة
- برج المطار
- برج المبلط
- برج المقوصر
- برج الأمام أو برج القرافة
- برج الرملة
- برج الحداد
- برج الصحراء
- البرج المربع.[3]

## القصور
- قصر الجوهرة
- قصر الحرم
- قصر الأبلق
- سراي العدل

## المساجد
- مسجد محمد علي وبه برج الساعة.
- مسجد ومدرسة الناصر قلاوون
- مسجد سليمان باشا الخادم - سارية الجبل
- مسجد أحمد كتخدا عزبان - جامع العزب

## المتاحف
- متحف الشرطة
- المتحف الحربي
- متحف المركبات الملكية

## آثار أخرى
- إيوان فارس الدين أقطاي
- سجن القلعة
- دار الضرب
- بئر يوسف
- مدرسة القلعة الحربية
- ثكنات الجيش المصري
- دار صناعة القلعة - ورش باب العزب.[4]

## معرض صور

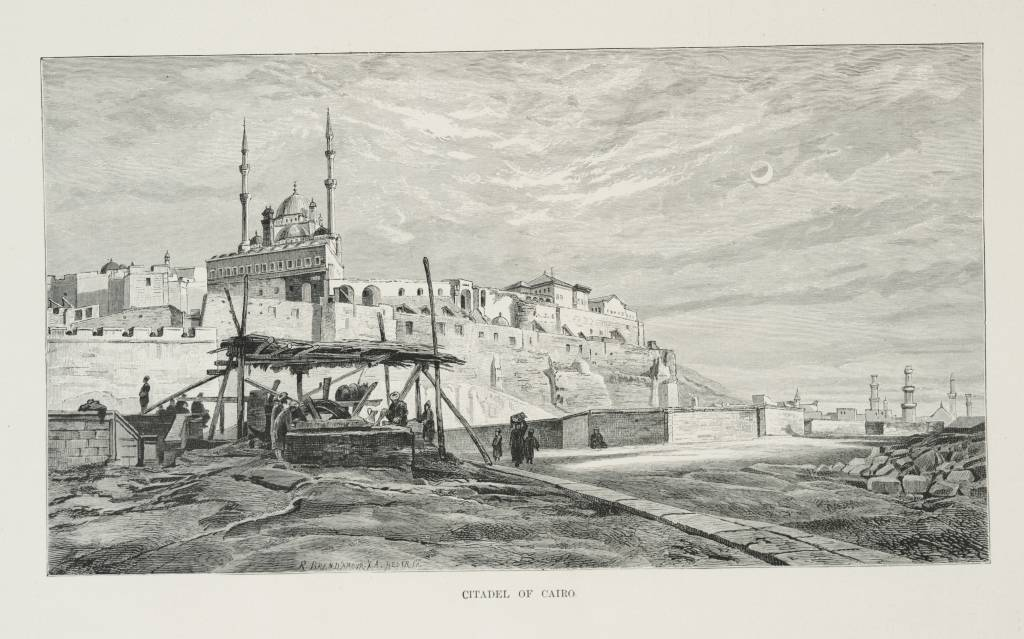
القلعة ومحيطها 1878م
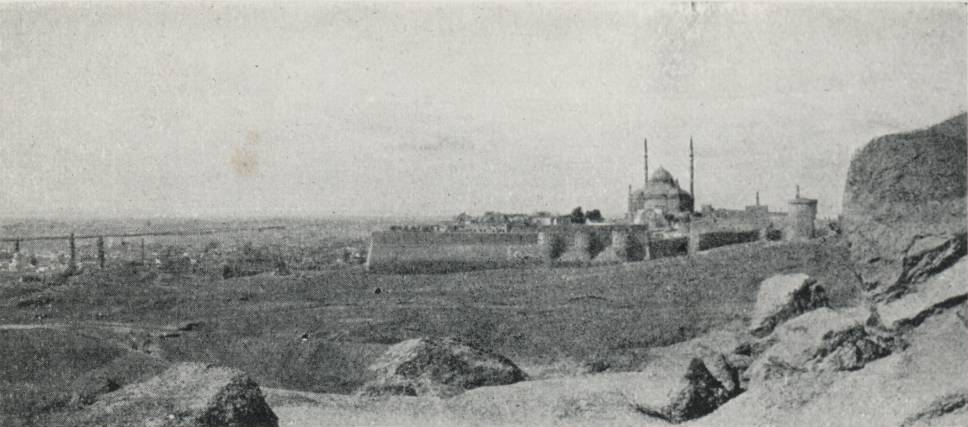
القلعة وجدرانها ومحيطها سنة 1906م
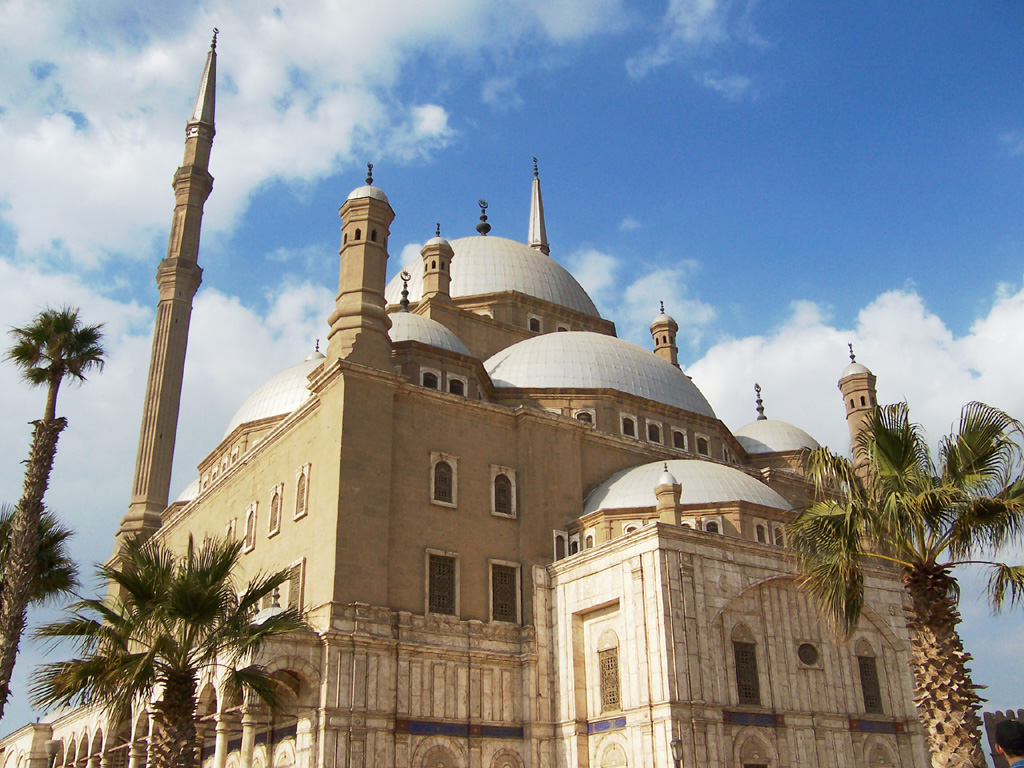
مسجد محمد علي داخل قلعة صلاح الدين
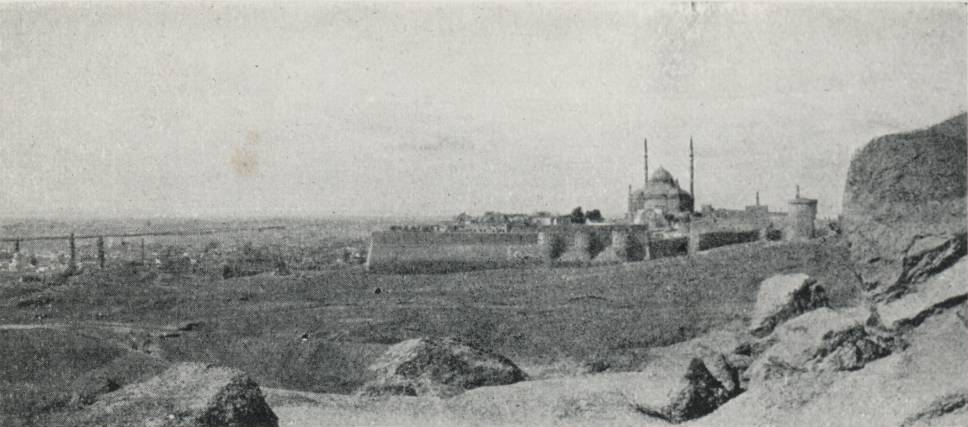
قلعة القاهرة عام 1906م
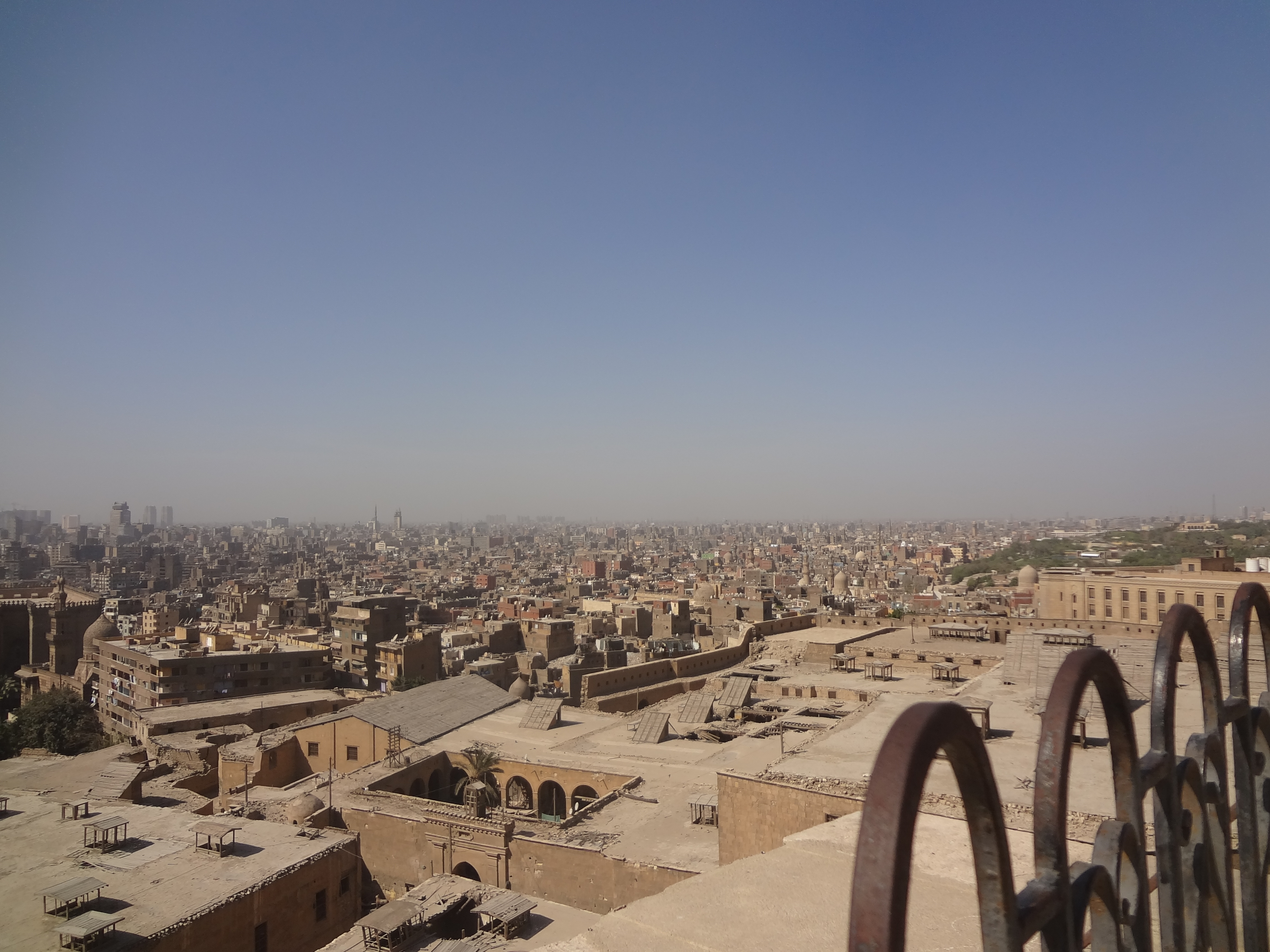
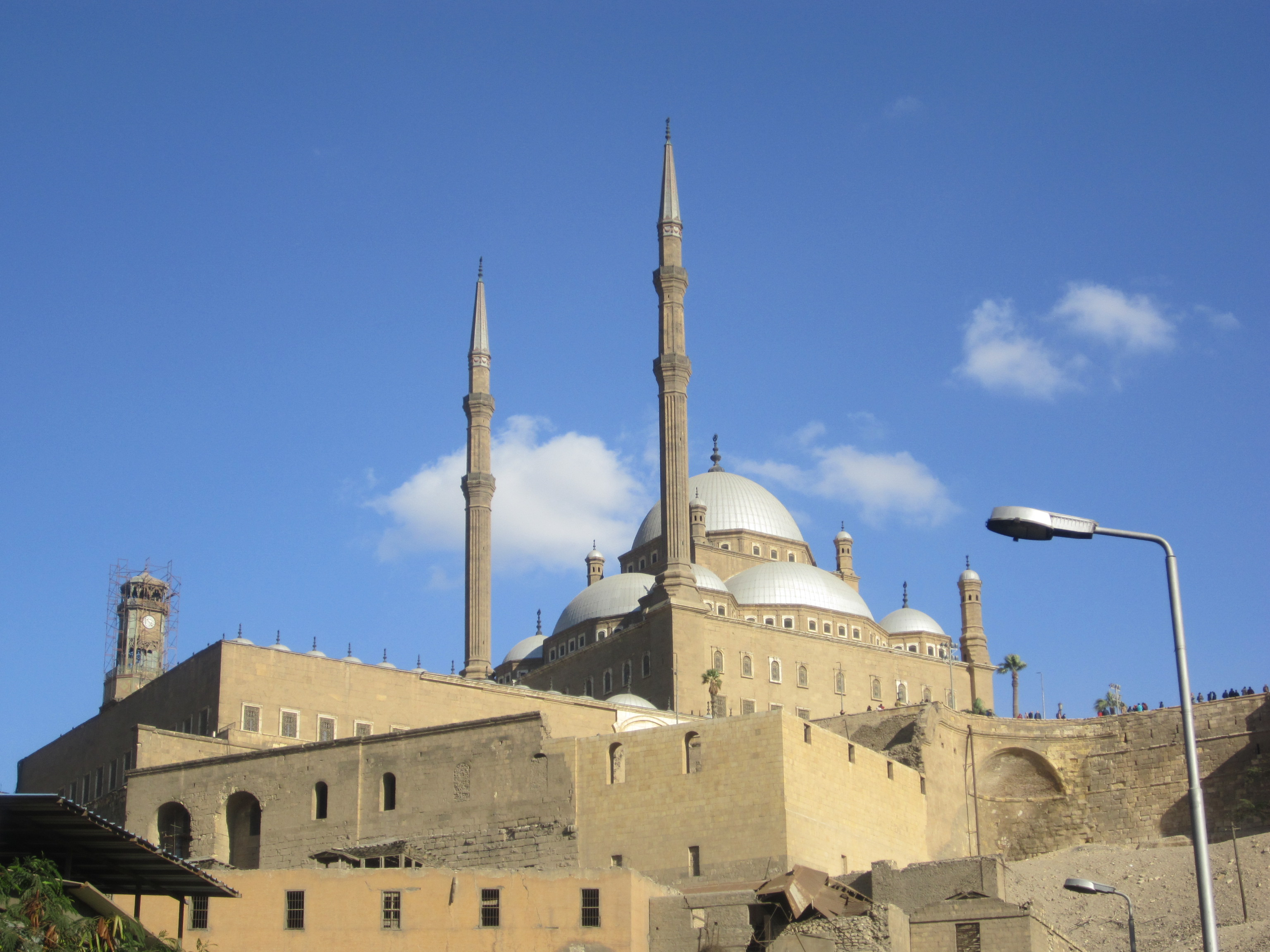
قلعة صلاح الدين في القاهرة من جهة مسجد محمد علي باشا
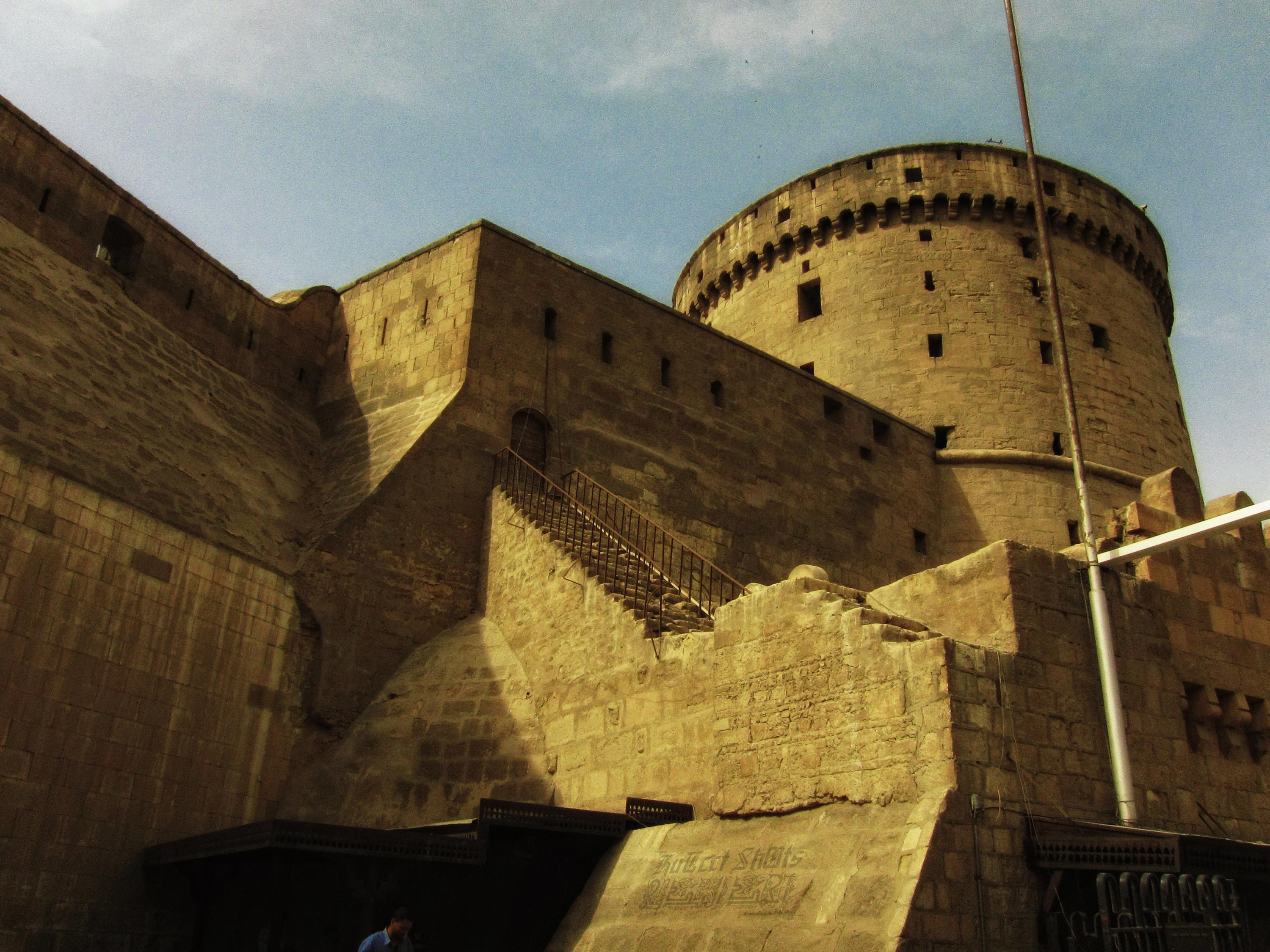
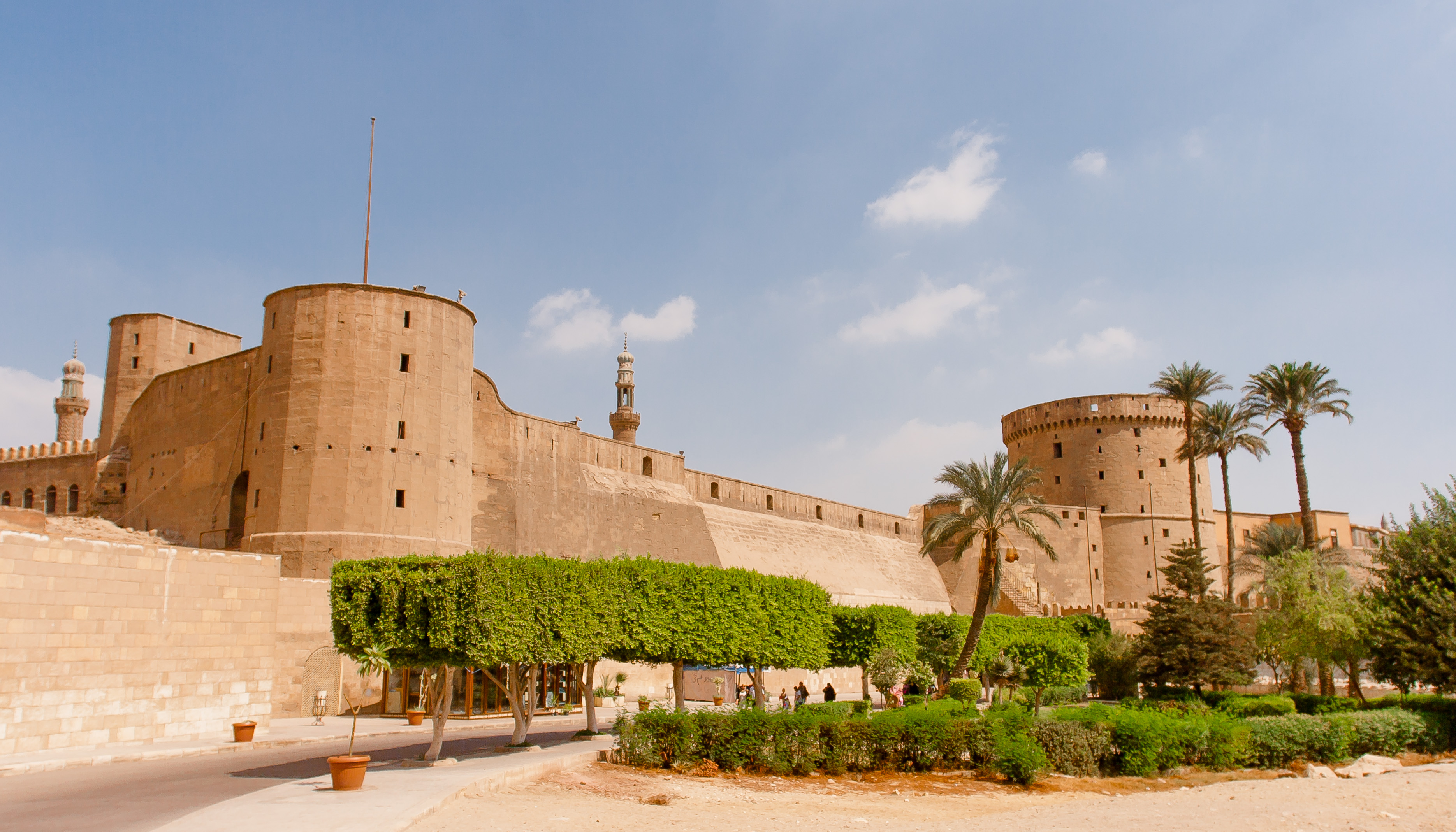
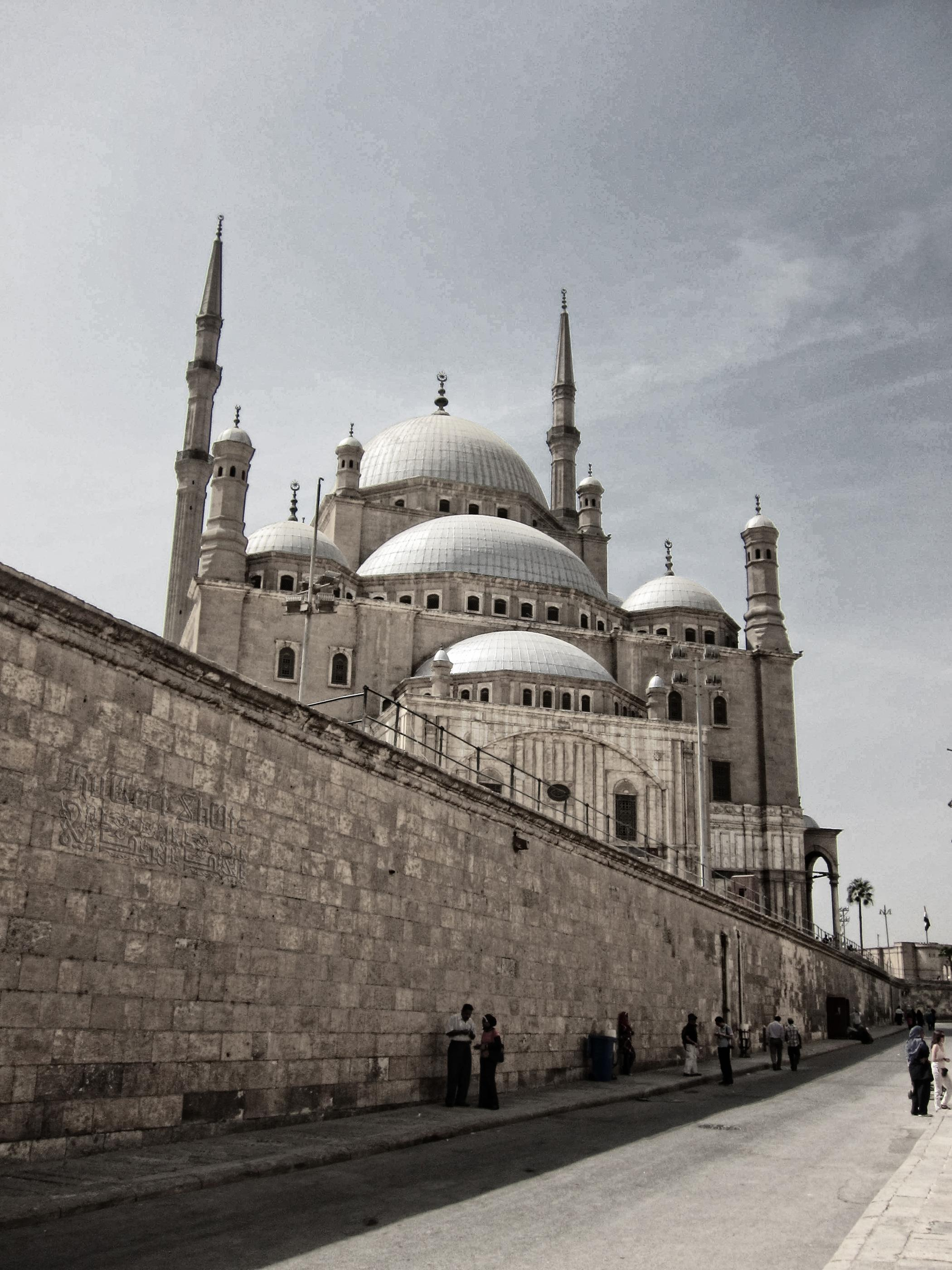
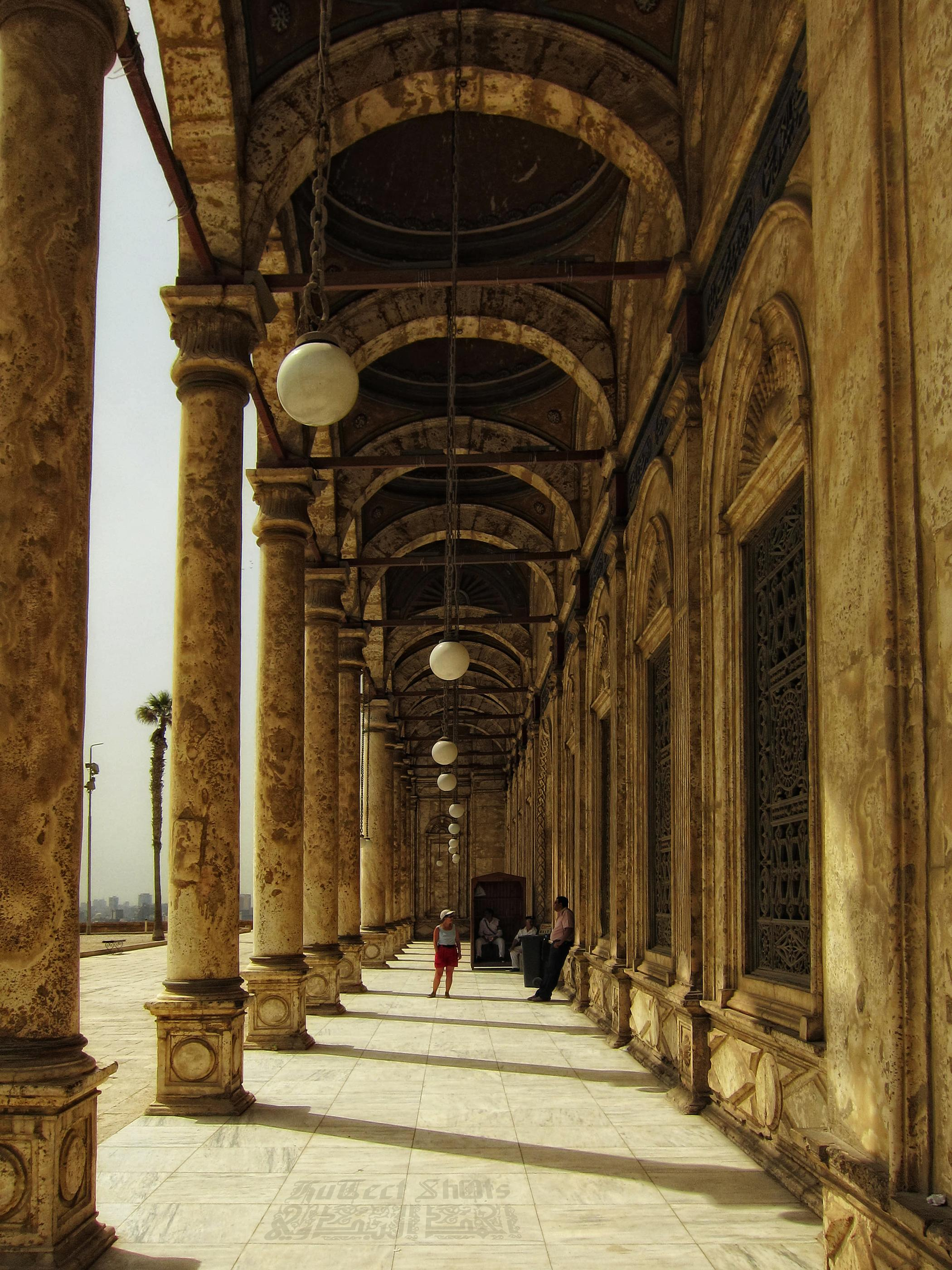
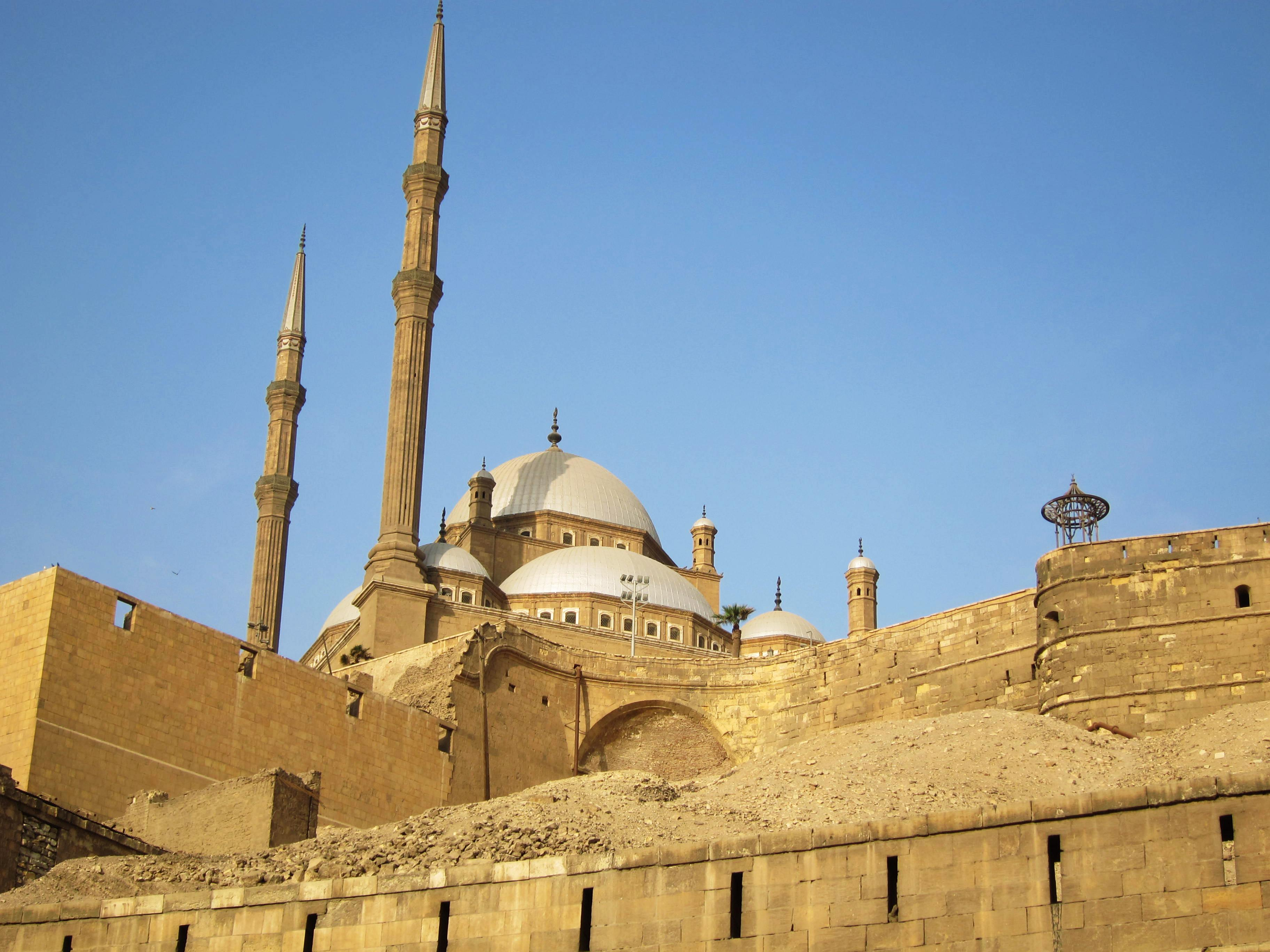
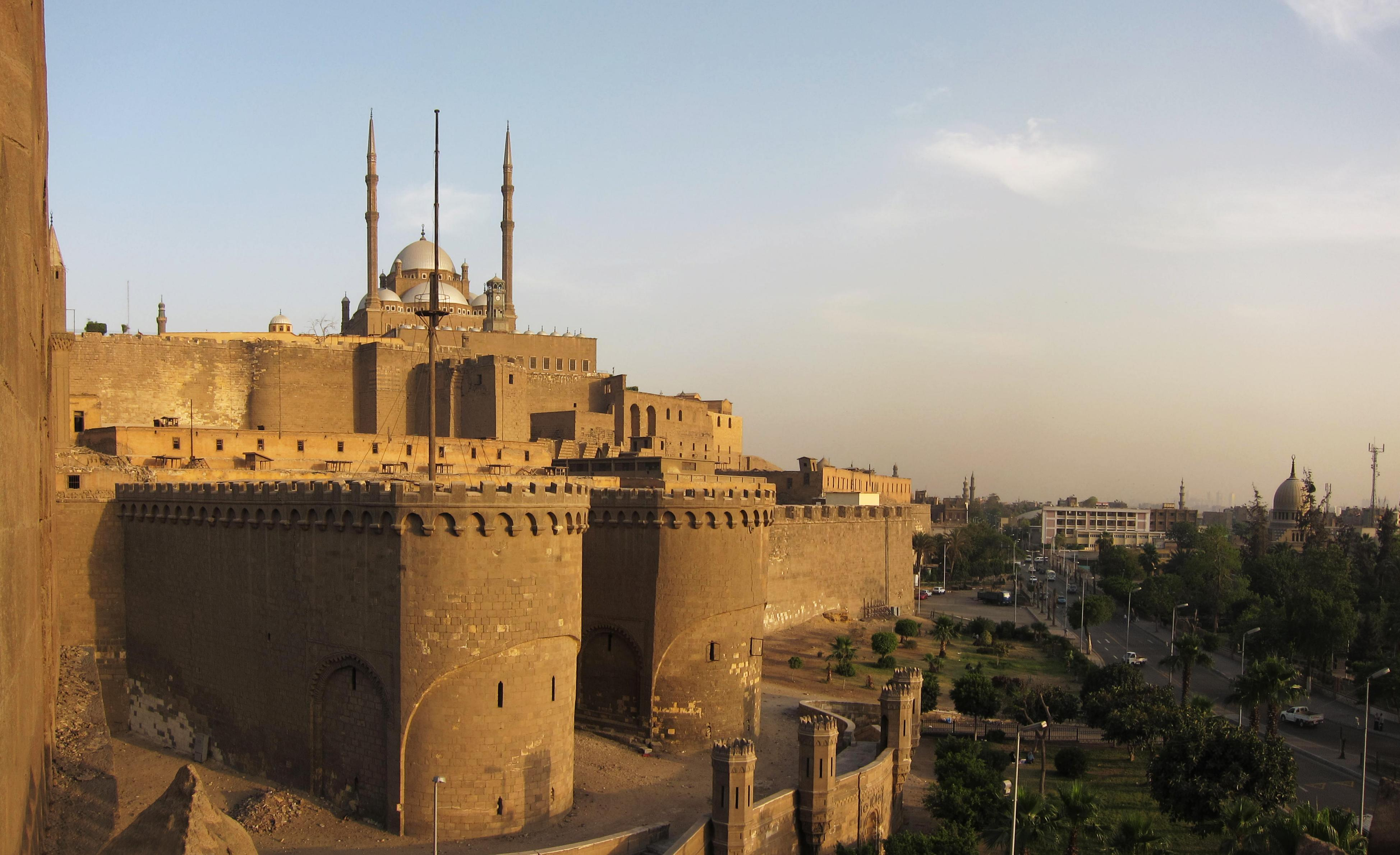
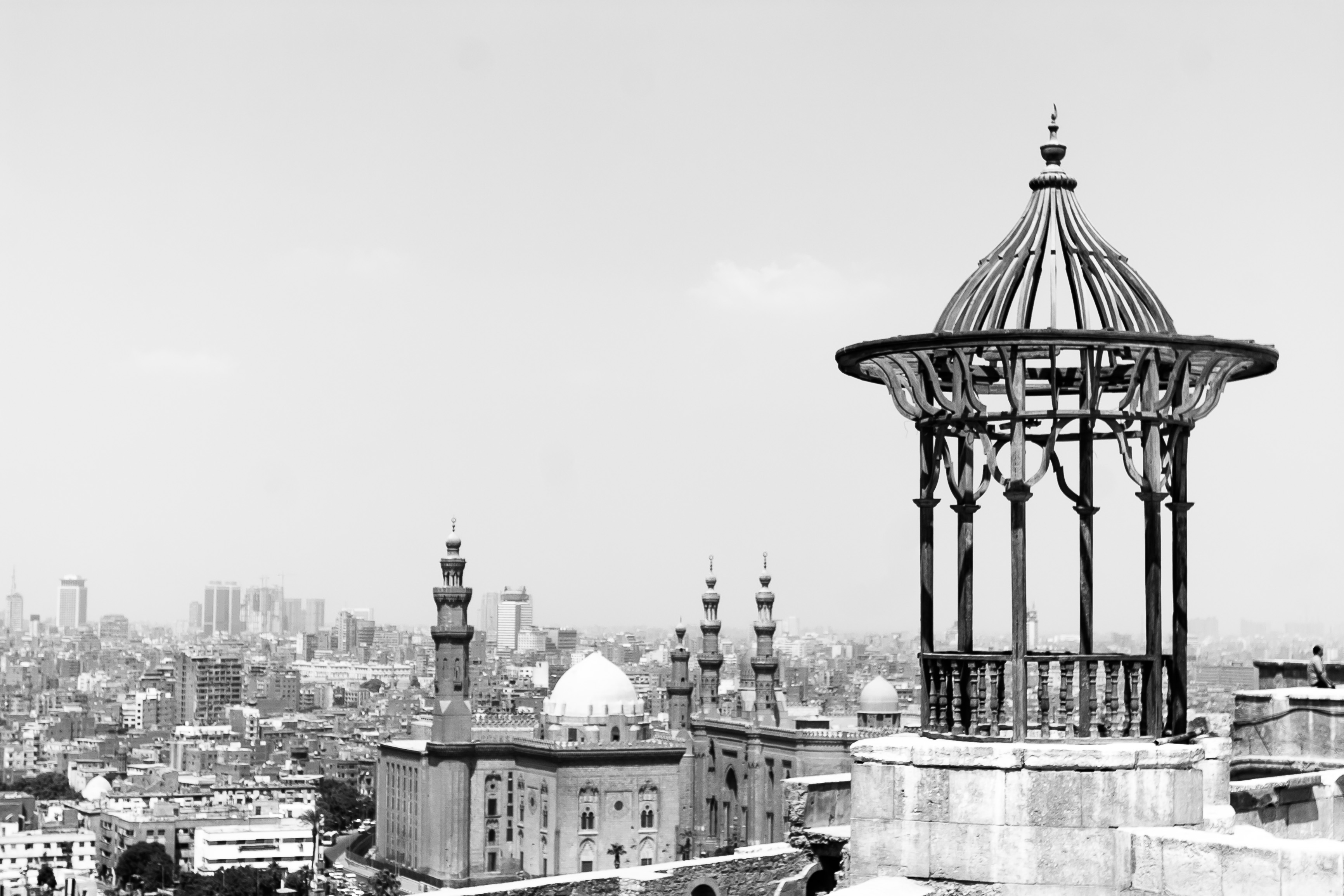
تمثال من الشمع لجلاد يجلد شخصا في سجن القلعة
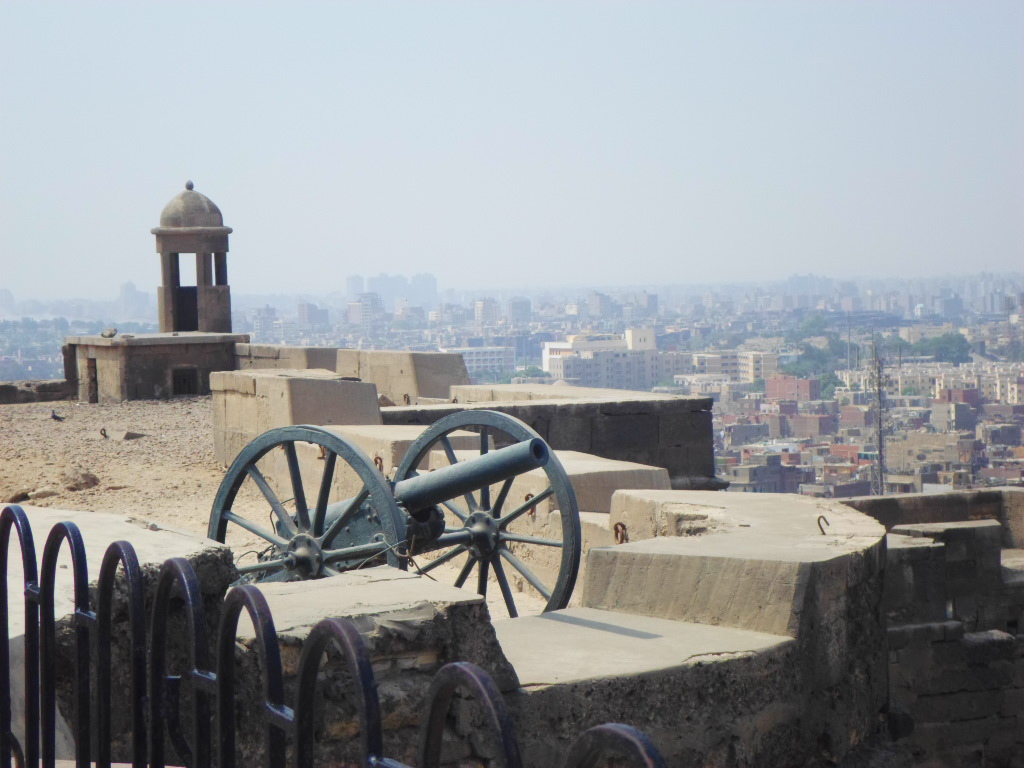
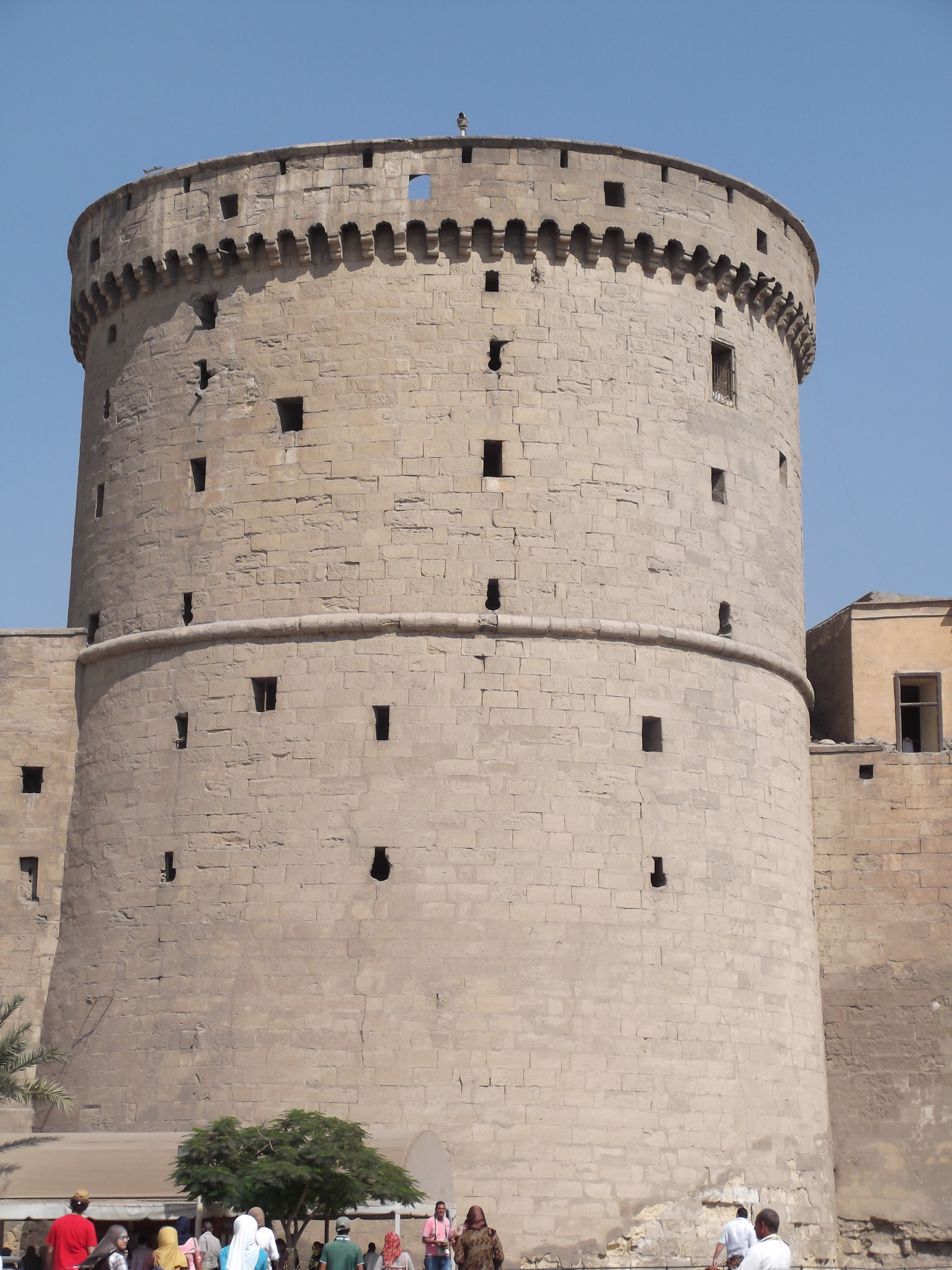
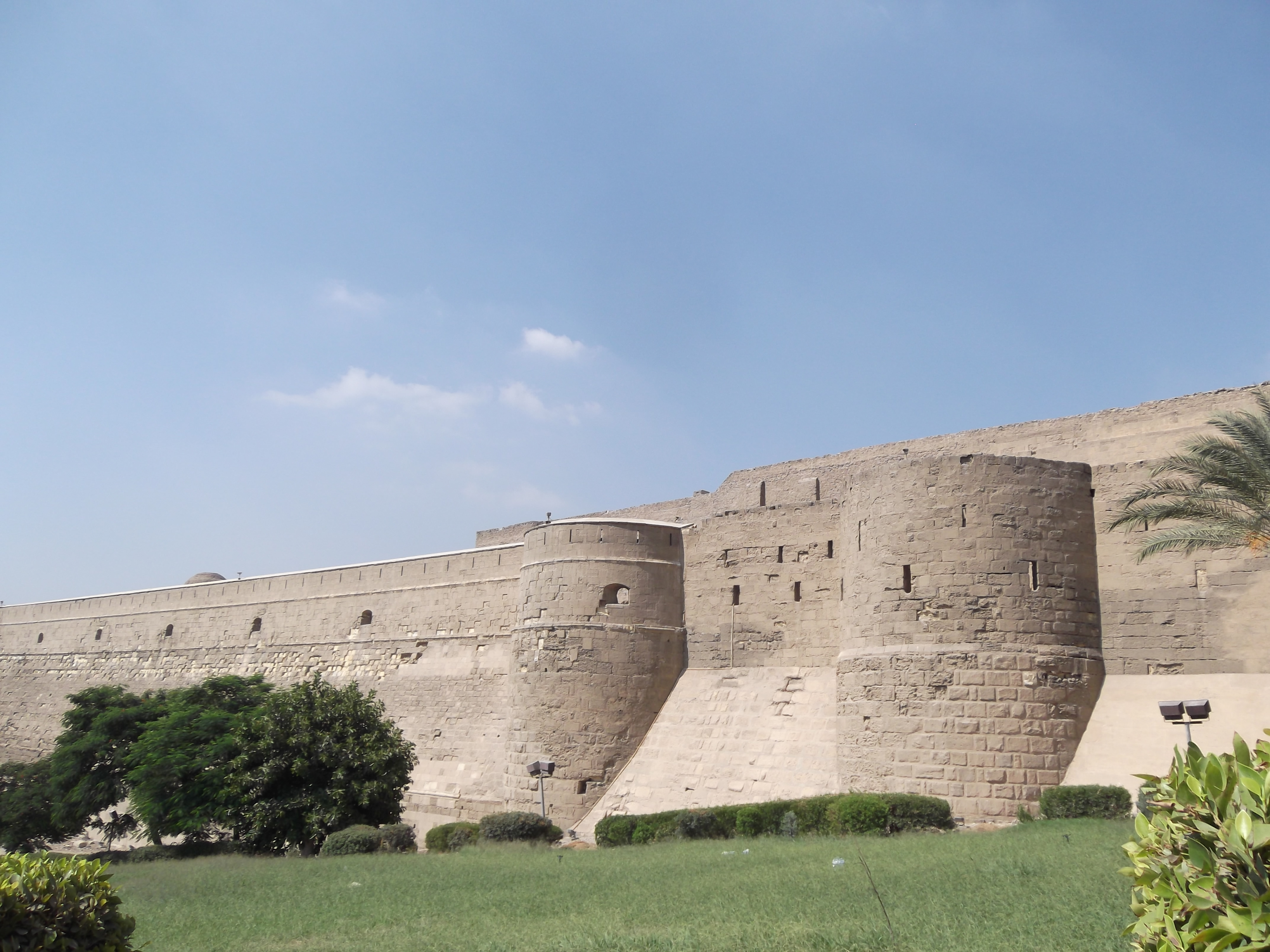
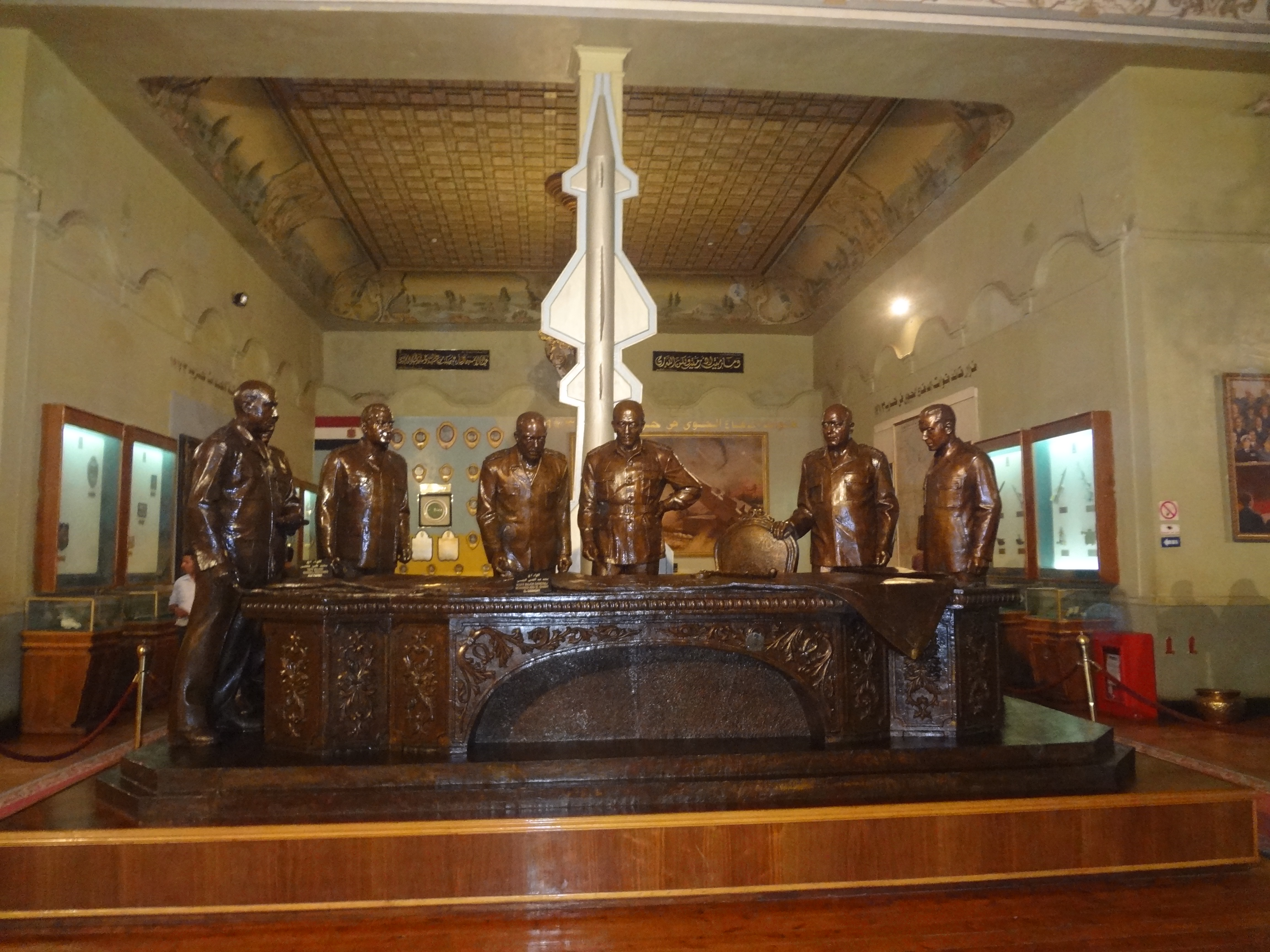
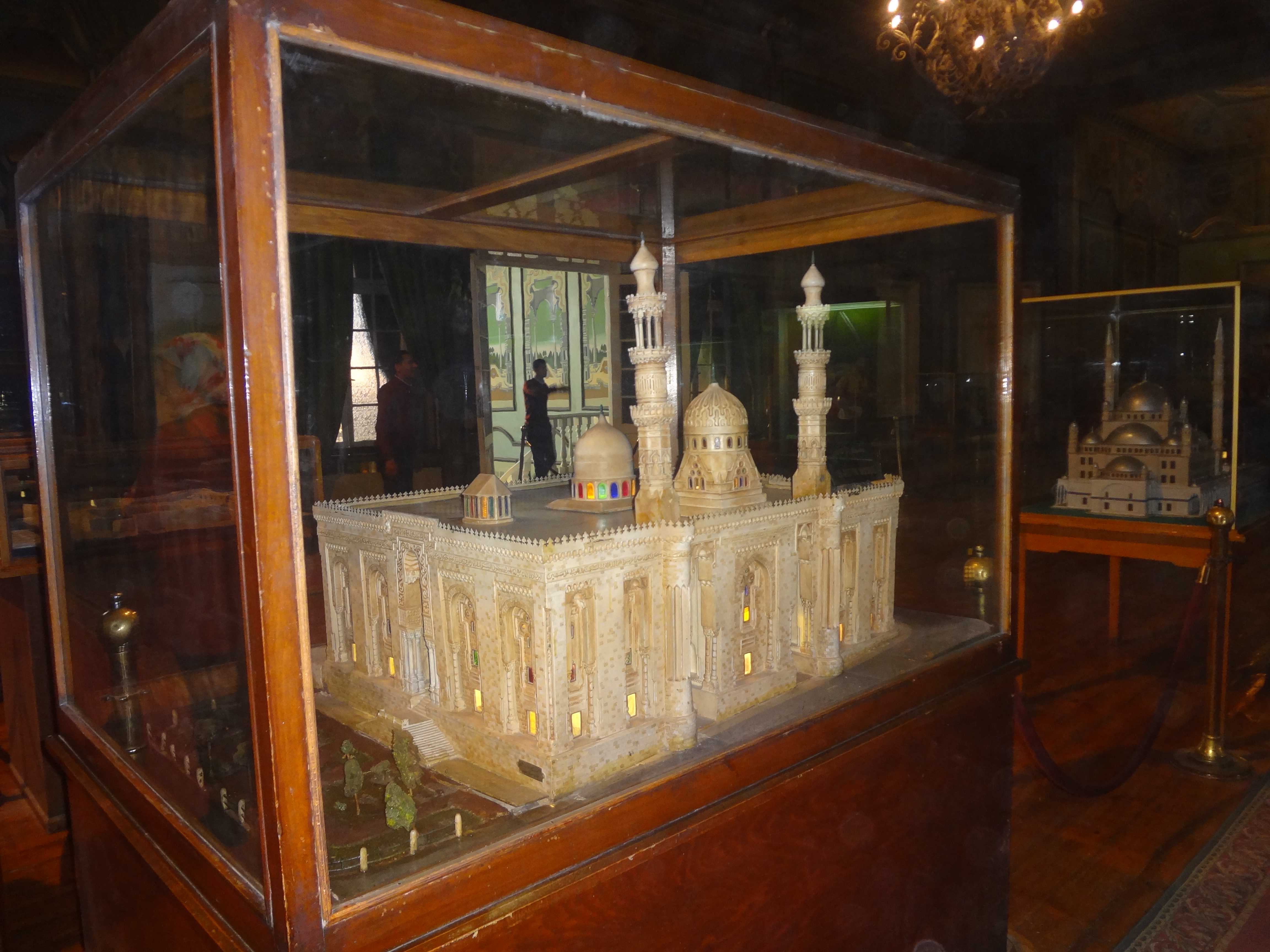
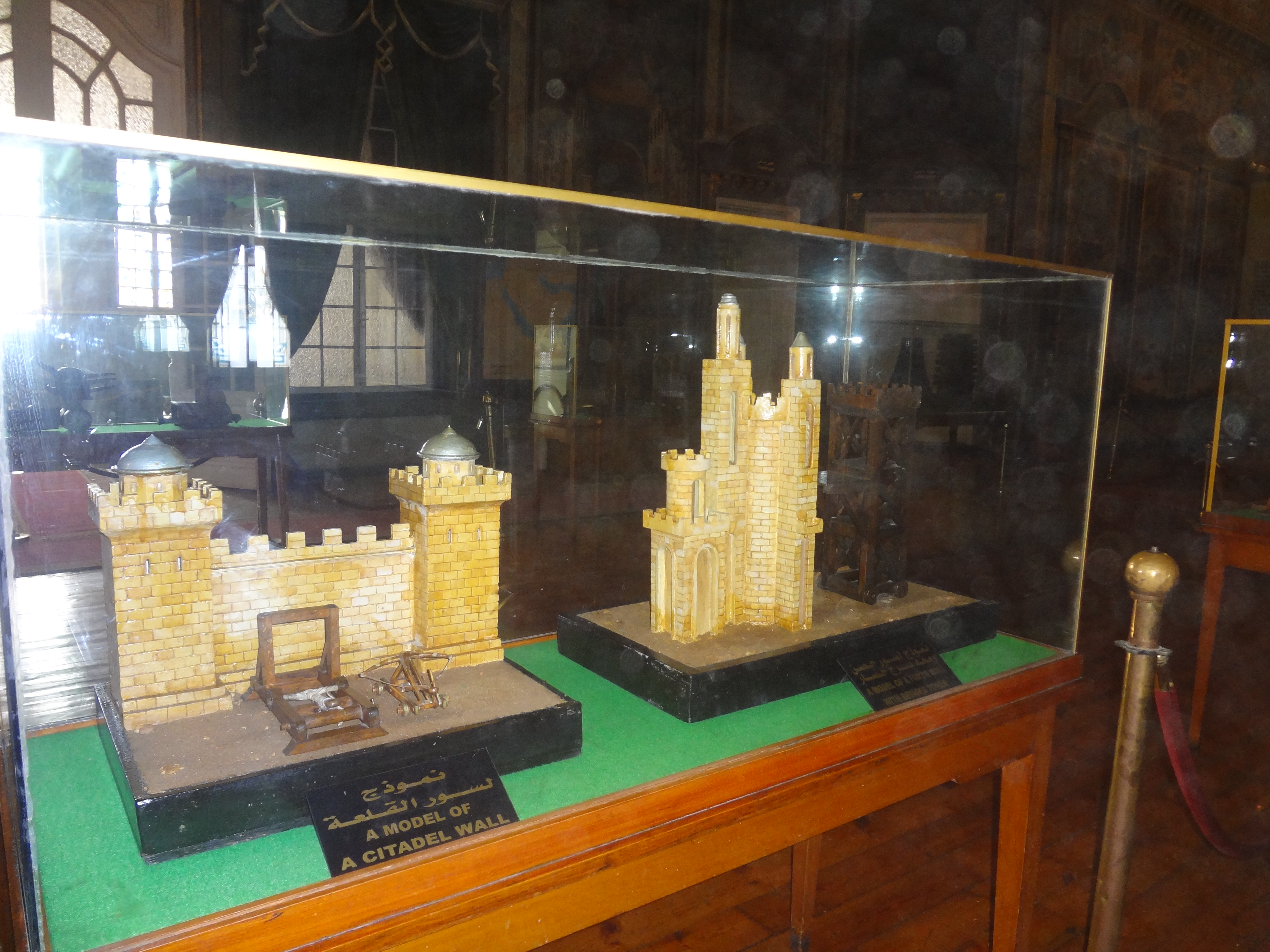
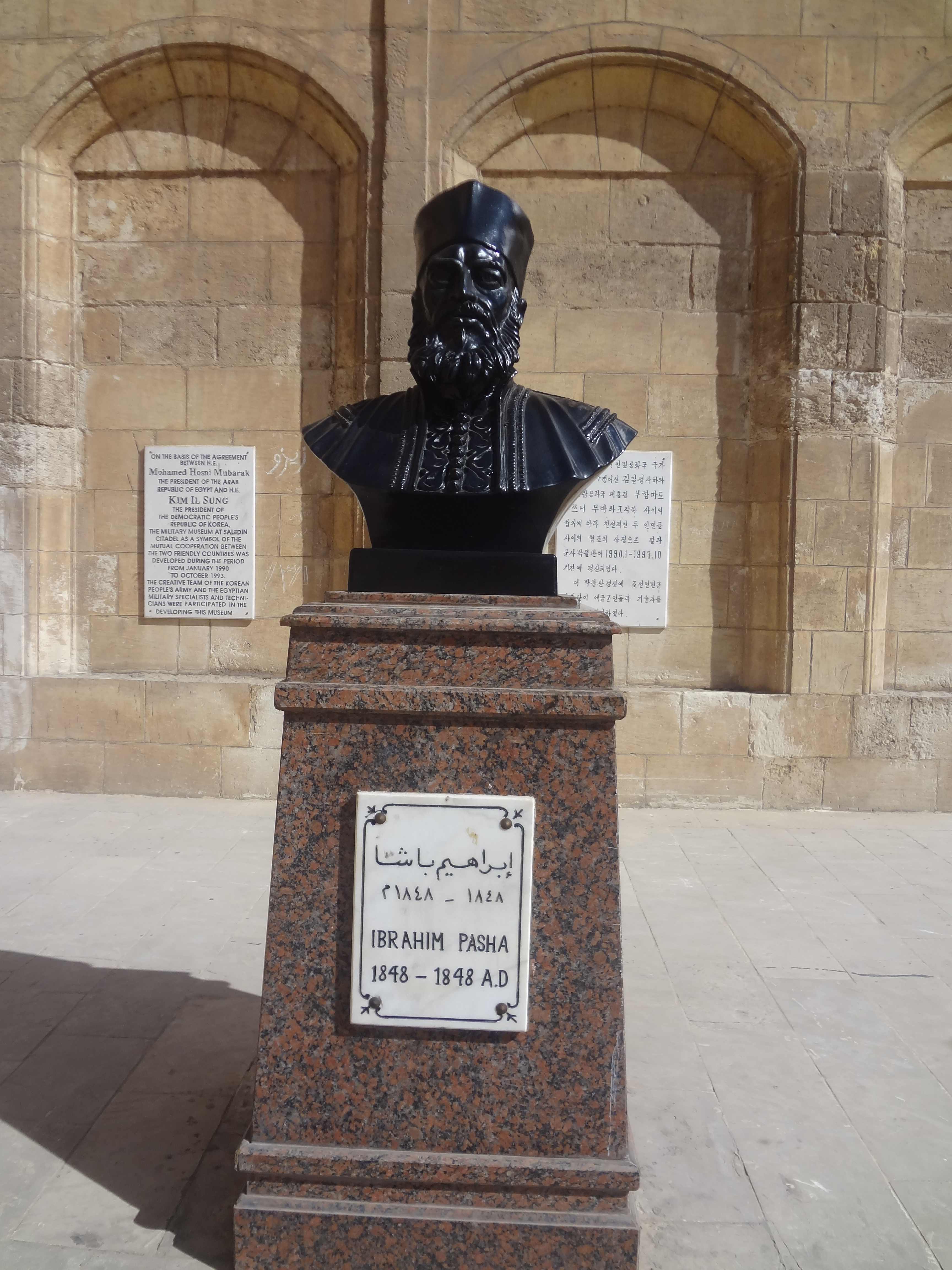
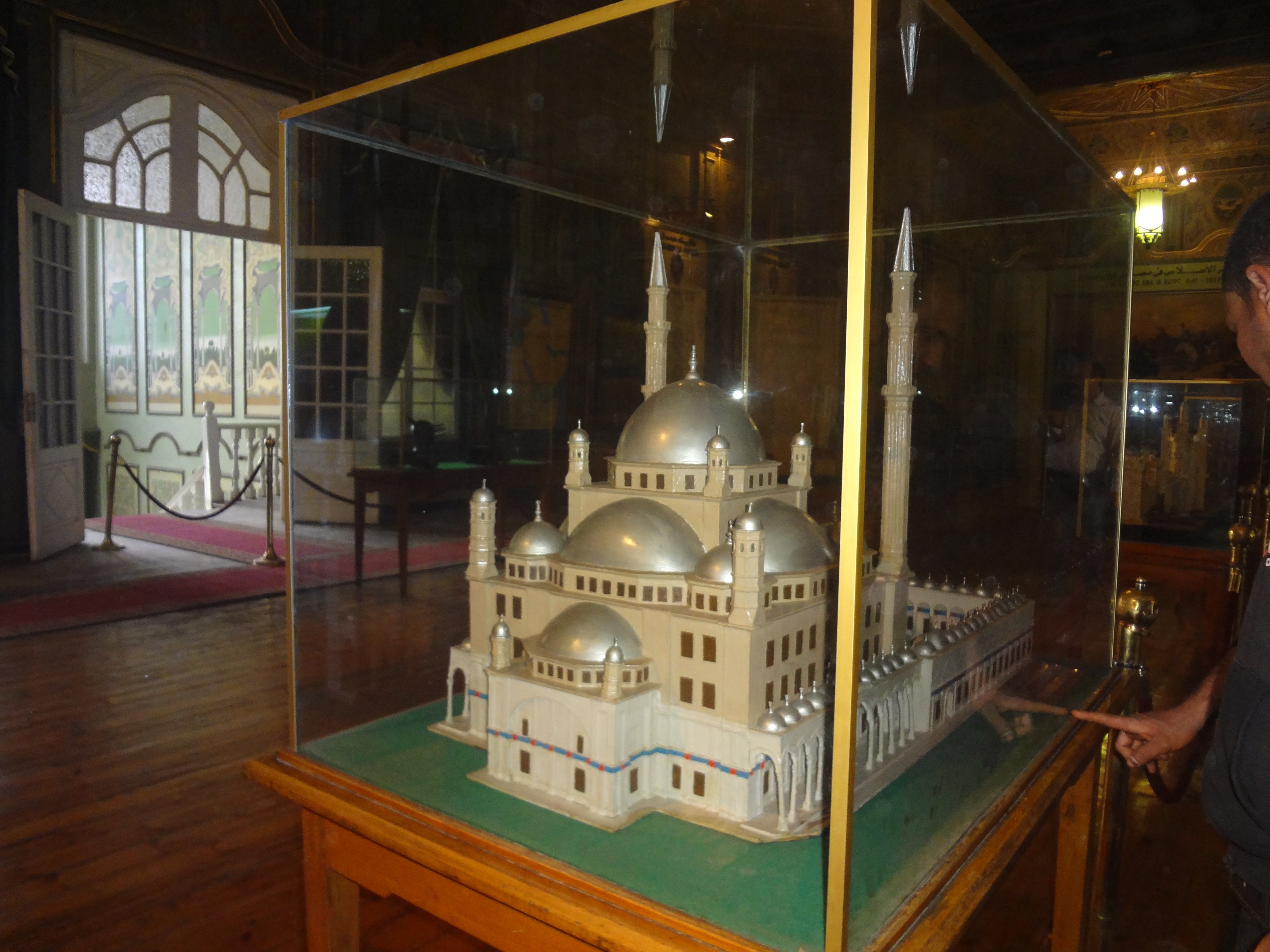
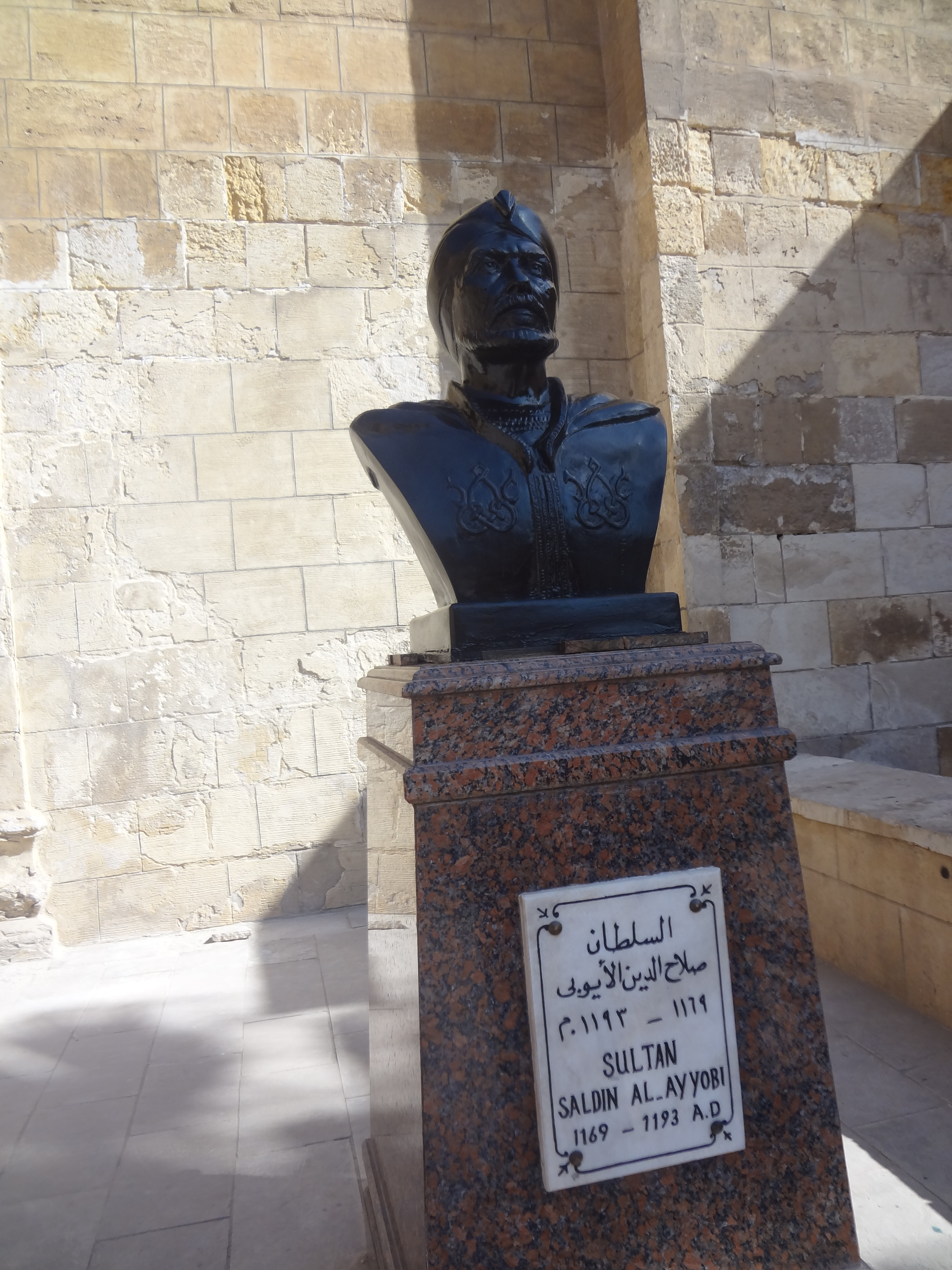
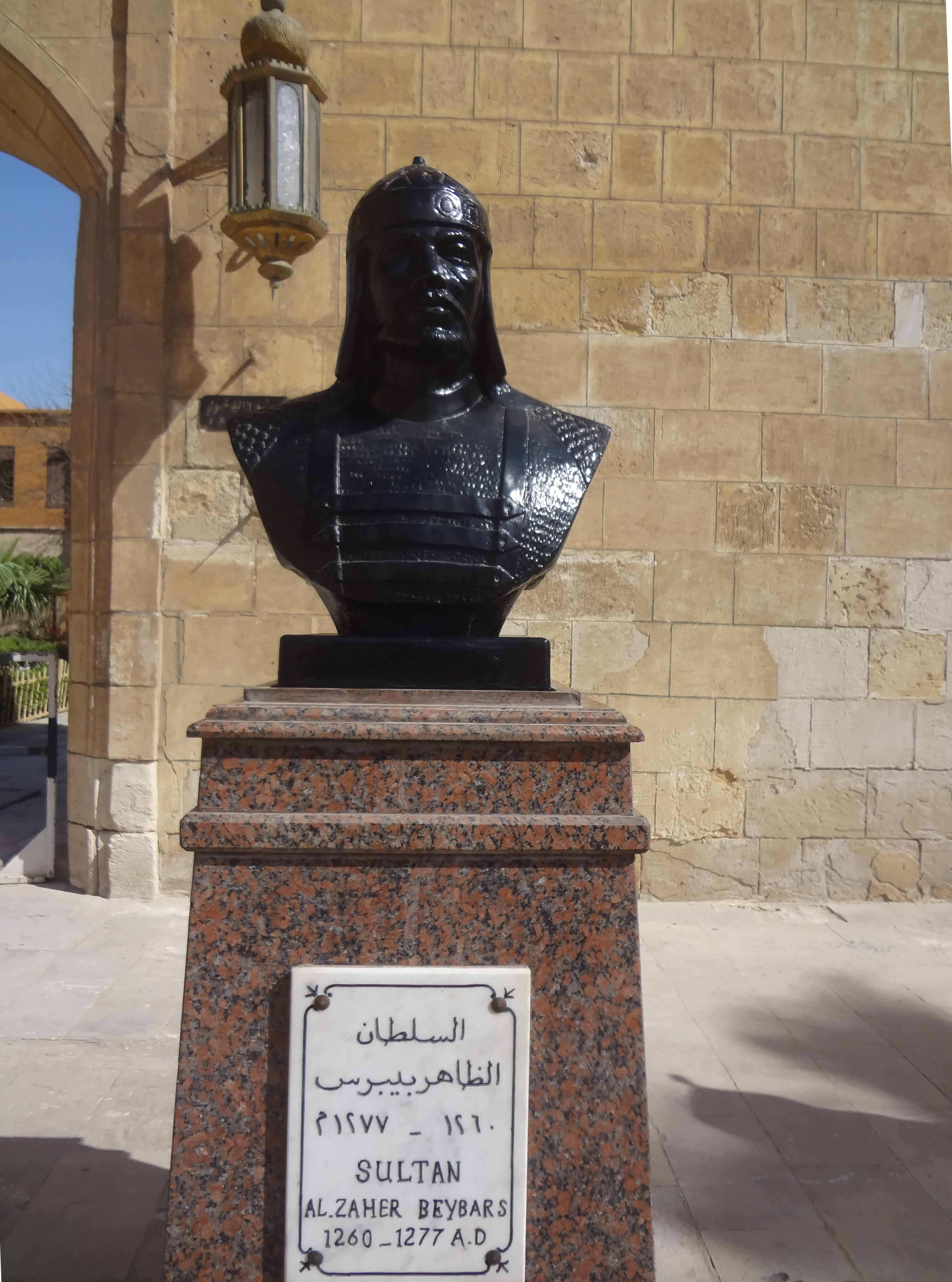
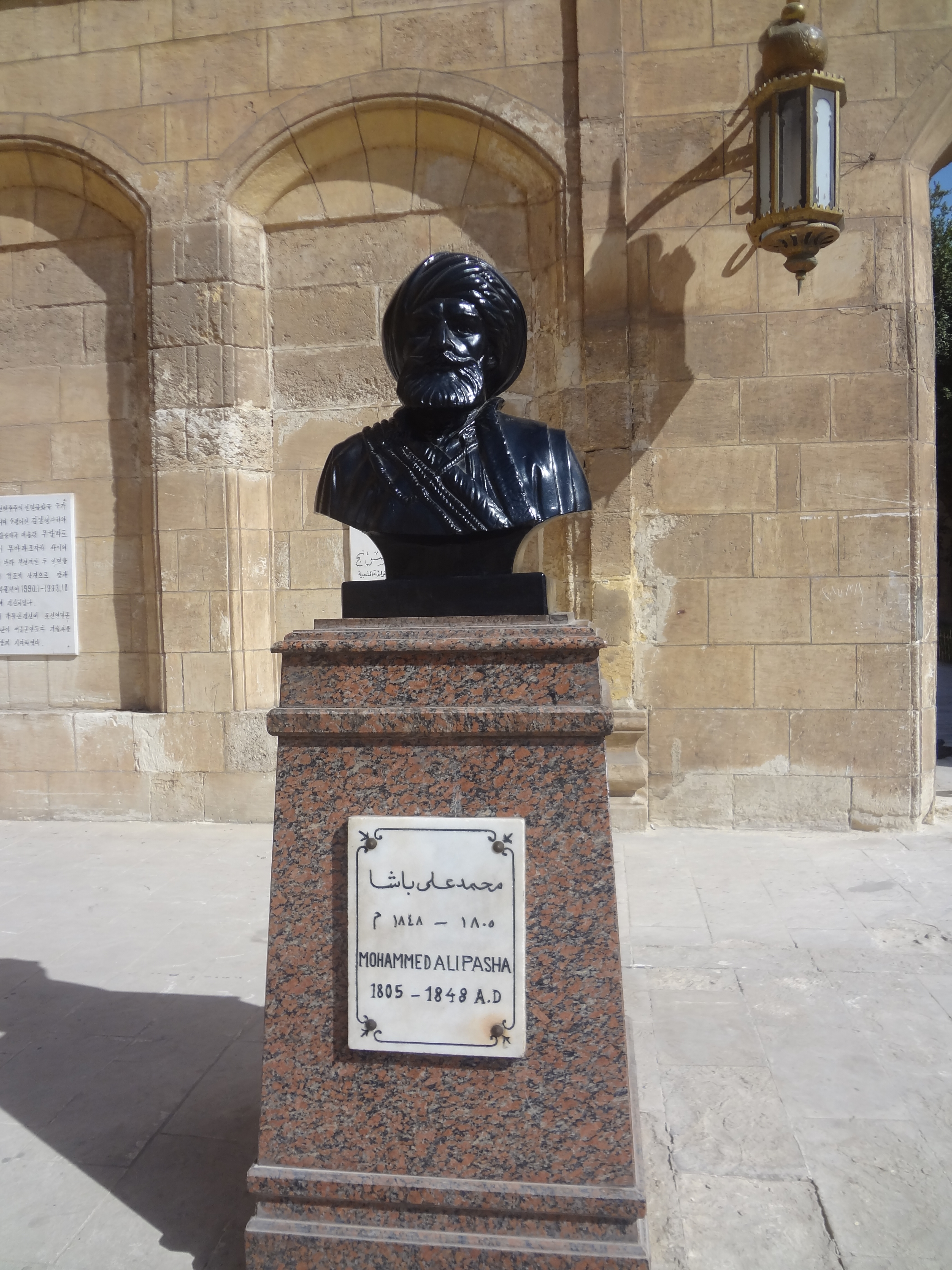
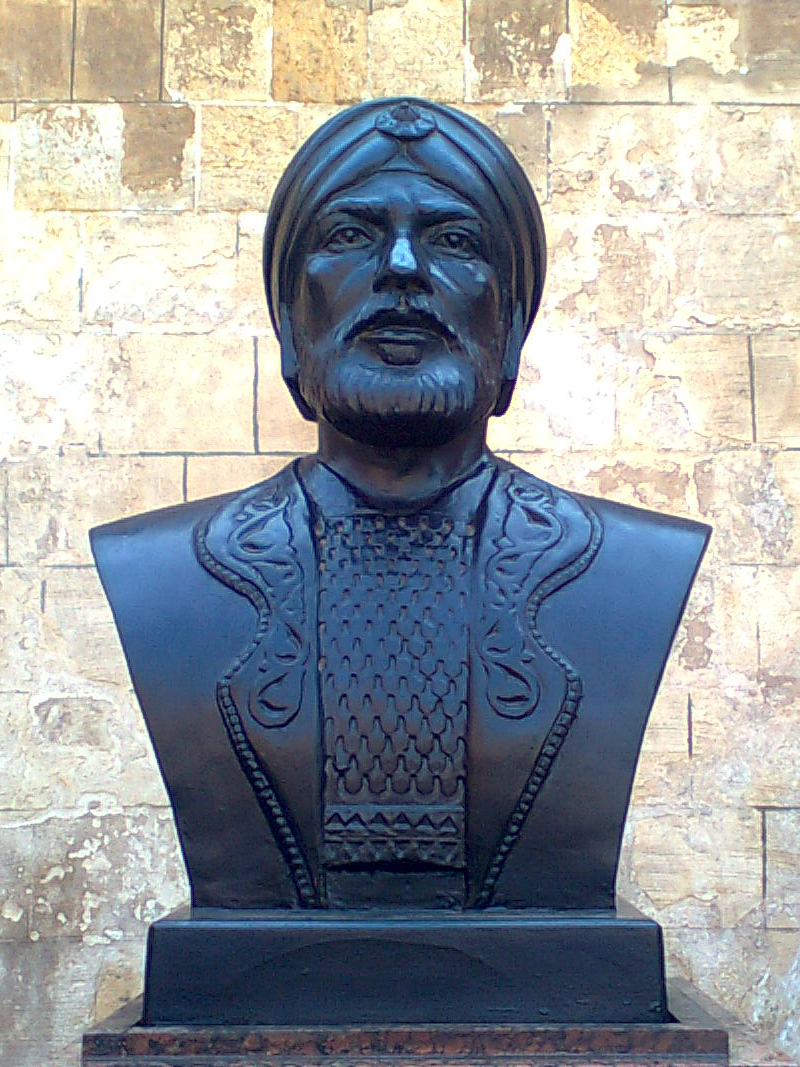